# Dominikanki z klasztoru św. Urszuli w Donauwörth
Dominikanki z  klasztoru św. Urszuli w Donauwörth (Dominikanerinnenkloster sankt Ursula) - autonomiczny klasztor dominikanek tercjarek  powstały w 1839 jako dom filialny Dominikanek z  klasztoru św. Urszuli w Augsburgu, autonomię i aprobatę diecezjalną otrzymały w 1866. W 1970 miały 47 sióstr. Zajmują się wychowaniem dziewcząt oraz opieką nad chorymi dziećmi. 
W 1892 założyły dom filialny w bawarskim Polling, w którym prowadzą sanatorium dla dzieci oraz szkołę zawodową. W Donauwörth założyły w 1948 szkołę zawodową, w 1952 zakład wychowawczy, w 1955 szkołę gospodarstwa domowego. W 1970 przystąpiły do federacji klasztorów dominikanek diecezji augsburskiej.